# FI-NUTS
NUTS:FI je zkratka pro normalizovanou klasifikaci územních celků ve Finsku pro potřeby Eurostatu.

## Rozdělení
- V prvním stupni dělení NUTS 1 je Finsko rozděleno do dvou celků - pevninského Finska a autonomního souostroví Alandy
- V nižší úrovni NUTS 2 se Finsko dělí do 5 velkých oblastí
- Na úrovni NUTS 3 figurují finské kraje

| NUTS 1           | NUTS 1 | NUTS 2                    | NUTS 2 | NUTS 3            | NUTS 3 |
| hlavní celky     | kód    | velké oblasti             | kód    | kraj              | kód    |
| ---------------- | ------ | ------------------------- | ------ | ----------------- | ------ |
| pevninské Finsko | FI1    | Západní Finsko            | FI19   | Satakunta         | FI191  |
| pevninské Finsko | FI1    | Západní Finsko            | FI19   | Pirkanmaa         | FI192  |
| pevninské Finsko | FI1    | Západní Finsko            | FI19   | Střední Finsko    | FI193  |
| pevninské Finsko | FI1    | Západní Finsko            | FI19   | Jižní Pohjanmaa   | FI194  |
| pevninské Finsko | FI1    | Západní Finsko            | FI19   | Pohjanmaa         | FI195  |
| pevninské Finsko | FI1    | Helsinky-Uusimaa          | FI1B   | Helsinky-Uusimaa  | FI1B1  |
| pevninské Finsko | FI1    | Jižní Finsko              | FI1C   | Vlastní Finsko    | FI1C1  |
| pevninské Finsko | FI1    | Jižní Finsko              | FI1C   | Kanta-Häme        | FI1C2  |
| pevninské Finsko | FI1    | Jižní Finsko              | FI1C   | Päijät-Häme       | FI1C3  |
| pevninské Finsko | FI1    | Jižní Finsko              | FI1C   | Kymenlaakso       | FI1C4  |
| pevninské Finsko | FI1    | Jižní Finsko              | FI1C   | Jižní Karélie     | FI1C5  |
| pevninské Finsko | FI1    | Severní a východní Finsko | FI1D   | Jižní Savo        | FI1D1  |
| pevninské Finsko | FI1    | Severní a východní Finsko | FI1D   | Severní Savo      | FI1D2  |
| pevninské Finsko | FI1    | Severní a východní Finsko | FI1D   | Severní Karélie   | FI1D3  |
| pevninské Finsko | FI1    | Severní a východní Finsko | FI1D   | Kainuu            | FI1D4  |
| pevninské Finsko | FI1    | Severní a východní Finsko | FI1D   | Střední Pohjanmaa | FI1D5  |
| pevninské Finsko | FI1    | Severní a východní Finsko | FI1D   | Severní Pohjanmaa | FI1D6  |
| pevninské Finsko | FI1    | Severní a východní Finsko | FI1D   | Laponsko          | FI1D7  |
| Alandy           | FI2    | Alandy                    | FI20   | Alandy            | FI200  |